# Chiro (Éthiopie)
Pour les articles homonymes, voir Chiro.
Chiro, anciennement Asebe Teferi,  est une ville et un woreda d'Éthiopie, située dans la zone Mirab Hararghe de la région Oromia.

## Noms
La ville s'appelle Carcar ciroo ou  Ciroo en oromo. Elle a porté le nom d'Asebe Teferi au XXe siècle, sous l'Empire éthiopien, et temporairement celui d'Asba Littoria durant l'occupation italienne de l'Éthiopie.

## Géographie
La ville est à environ 250 kilomètres à l'est de la capitale Addis-Abeba. Elle se trouve à 1 826 mètres d'altitude et couvre 590 hectares.

## Histoire
Chiro/Asebe Teferi était la capitale de l'awraja Chercher, Adal et Gara Guracha dans l'ancienne province de Hararghe dissoute en 1995.

## Démographie
| 1984   | 1994   | 2007   | 2013   |
| ------ | ------ | ------ | ------ |
| 11 344 | 18 678 | 33 670 | 43 300 |

En 2022, la population de la ville est estimée à 69 793 personnes avec une densité de population de 11 820 personnes par km2 et 5,9 km2 de superficie.